# Peugeot Type 92
La Peugeot Type 92 est un modèle d'automobile produit par le constructeur français Peugeot en 1907.